# Андрей Зигмантович
Андрей Зигмантович (на беларуски: Андрэй Зыгмантовіч; на руски: Андрей Зыгмантович) е съветски и беларуски футболист и треньор. Почетен майстор на спорта на СССР (1982).

## Кариера
В шампионата на СССР играе през 1980-те години за Динамо Минск, с който през 1982 г. става шампион. През сезон 1991/92 Зигмантович играе за нидерландския Гронинген. Поради разногласия с ръководството на клуба, договорът му не е удължен. През 1992 г. се завръща в Динамо. През февруари 1993 г. подписва договор с испанския Расинг Сантандер, с когото печели промоция за Примера дивисион.

### Национален отбор
За олимпийския отбор на СССР има 1 мач. За първия национален отбор на СССР изиграва 36 мача и вкарва 3 гола. Участник на Световното първенство през 1990 г. Играе и 9 мача за националния отбор на Беларус.

## Отличия

### Отборни
Динамо Минск
- Съветска Висша лига: 1982
- Беларуска висша лига: 1992/93